# Bukowo (Stary Targ)
Bukowo (deutsch Buchwalde) ist eine Ortschaft in der Landgemeinde (Gmina) Stary Targ (Altmark) im Powiat Sztumski (Stuhmer Kreis) der polnischen Woiwodschaft Pommern.

## Geographische Lage
Die Ortschaft liegt im ehemaligen Westpreußen, etwa 14 Kilometer nordöstlich von Stuhm (Sztum), 15 Kilometer südöstlich von Marienburg (Malbork) und sieben Kilometer nordnordöstlich von Altmark (Stary Targ).

## Geschichte

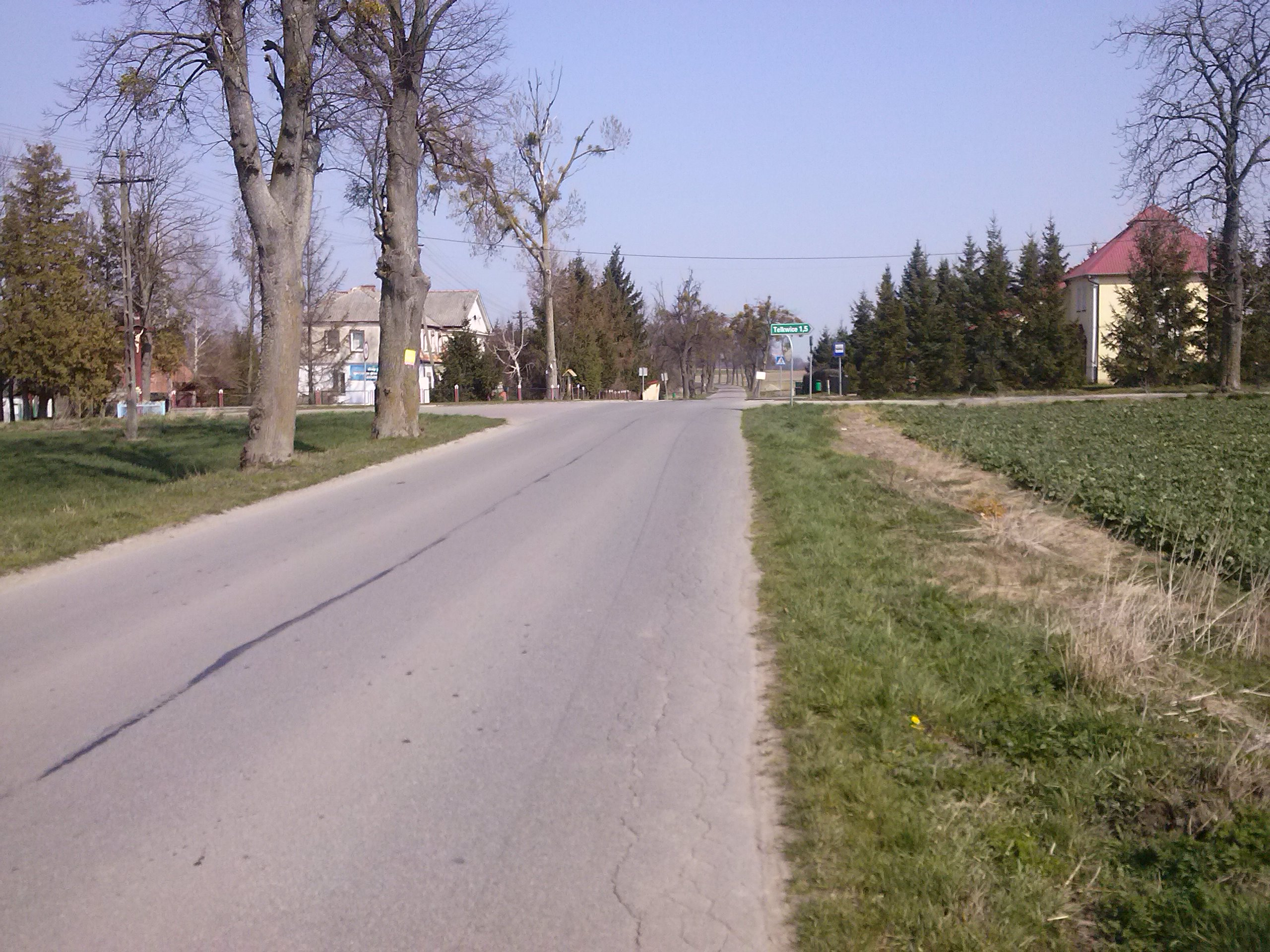
Straße des Wohnorts (April 2019)

Ältere Ortsbezeichnungen sind Rudithen (1303), Buchwald (1437) und Buchwalde (1454). Nach einer zur Ordenszeit zu Christburg 1303 ausgestellten Handfeste erhielten Bute und Tylkoite, beide Nachkommen des Preußen Kropolto, erblich die Dörfer Rudithen (Buchwalde), Azmiten (Telkwitz) und das Feld Woze. Die Abkömmlinge des Bute benannten sich später nach dem Gut Buchwalde. 1554 wurden dem Michael von Buchwalde die Buchwaldeschen Güter abgenommen und dem Fritz Lockau, Hauptmann von Sehesten, zugeteilt, als Ersatz für dasjenige, was er im Interesse des Ordens eingebüßt hatte. Die Familie dieses Lockau oder Luckau legte sich später den Familiennamen Loka zu.
Seit Ende des 16. Jahrhunderts ging der Besitz der Güter nacheinander durch die Hände mehrerer Familien; 1742 besitzt die Güter ein Unruh, 1772 der Kammerherr Matthias Grąbczewaki, 1804 ein Donimirski.
Besitzer des Ritterguts Buchwalde mit Ziegelei und Milchwirtschaft um 1896 war Joh. von Brochwicz-Donimirski.
Am 1. April 1927 hatte der Gutsbezirk Buchwalde eine Flächengröße von 459 Hektar.
Am 30. September 1928 wurde der Gutsbezirk Buchwalde mit den Gutsbezirken Choyten (seit 1929 Koiten), Telkwitz und Trankwitz, sämtlich Kreis Stuhm, zur neuen Landgemeinde Trankwitz zusammengeschlossen.

### Demographie
| Jahr | Einwohner | Anmerkungen |
| ---- | --------- | --- |
| 1783 | –         | adliges Dorf, 21 Feuerstellen (Haushaltungen), in Westpreußen                                                               |
| 1818 | 122       | Hauptgut, adlige Besitzung                                                                                                  |
| 1852 | 129       | Gut |
| 1864 | 145       | Rittergut, darunter 13 Evangelische und 132 Katholiken                                                                      |
| 1885 | 171       | Gutsbezirk, am 1. Dezember, darunter zwei Evangelische und 169 Katholiken                                                   |
| 1910 | 218       | Gutsbezirk, am 1. Dezember, darunter eine evangelische Person und 217 Katholiken; 212 Personen mit polnischer Muttersprache |
| 1925 | 212       | Gutsbezirk, am 16. Juni |

## Kirche
Die Protestanten der hier bis 1945 anwesenden Dorfbevölkerung gehörten zur evangelischen Pfarrei Stalle.